# Julie Fuchs

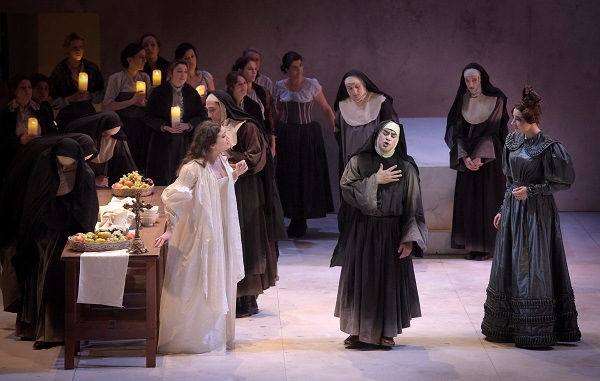
Julie Fuchs (Frau in weiß) als La Comtesse in der Oper
Le comte Ory (2017)

Julie Fuchs (* 24. Juli 1984 in Meaux) ist eine französische Opern-, Lied- und Konzertsängerin (Sopran).

## Biografie
Die in Meaux, Frankreich, geborene Tochter eines Managers und einer Schwimmlehrerin wuchs in Avignon auf, wo sie im Alter von 7 Jahren mit dem Geigenunterricht begann. Als Jugendliche studierte sie am Konservatorium in Avignon Violine und ab dem Alter von 18 Jahren Gesang und Schauspiel. 2006 wechselte sie an das Pariser Konservatorium in die Klasse von Robert Dumé und später von Alain Buet und schloss das Studium 2010 mit einem Premier Prix ab.
Von 2013 bis 2015 gehörte Julie Fuchs dem Ensemble des Opernhauses Zürich an und sang dort u. a. in Opern des Barock und der Wiener Klassik. Am 11. Dezember 2017 sang sie bei der Trauerfeier für Johnny Hallyday in Paris das Ave Maria von Schubert.
2015 verließ sie das Ensemble Opernhaus Zürich, um ihre Karriere als freiberufliche Sängerin weiterzuführen. Mit Schwerpunkt auf Mozart und Belcanto trat sie am Teatro Real de Madrid, an der Opéra de Paris, an der Bayerischen Staatsoper, am Théâtre des Champs-Elysées, an der Opéra-Comique Paris, beim Festival Aix-en Provence, bei den Salzburger Pfingstfestspielen, der Philharmonie de Paris und der Wiener Staatsoper. (Vollständige Liste der Rollen siehe unten.) Im Konzertsaal war sie u. a. mit Mozarts Messe in c-moll, Debussys Le Martyre de Saint Sébastien (Philharmonie de Paris, Gergiev), Arien von Rossini, Rameau, Donizetti, Berlioz, Pacini und andern und Liedern von Debussy, Fauré, Crumb, Porter, und Poulenc zu erleben.
In Calixto Bieitos Neuinszenierung von Monteverdis L’incoronazione di Poppea am Opernhaus Zürich im Juni/Juli 2018 sang sie die Titelrolle. 2019 veröffentlichte sie ihre neueste Aufnahme mit der Deutschen Grammophon, Mademoiselle, einer Sammlung von Belcanto-Arien des 19. Jahrhunderts, von denen einige zum ersten Mal aufgenommen wurden.
Julies Saison 2021/22 begann mit einer Rückkehr an das Opernhaus Zürich als Titelrolle in L'incoronazione di Poppea. Danach gab sie ihr Rollendebüt als Mélisande in Pelléas et Mélisande am Gran Teatre del Liceu und übernahm erneut die Rolle der Susanna in Le nozze di Figaro am Teatro Real Madrid. Im Sommer sang sie La Folie (Platée) an der Opéra de Paris. Zum Abschluss der Saison kehrte sie in die Rolle der Adèle in Le Comte Ory zurück, mit der sie ihr Debüt beim Rossini Opera Festival gab.
2022 gab Sony Classical bekannt, Julie für einen Vertrag mit mehreren Alben unter Vertrag zu nehmen. Ihr erstes Album für das Label Amadè ist ganz Mozart gewidmet und wurde am 18. November 2022 veröffentlicht.
Julie begann ihre Saison 2022/23 mit einem Auftritt an der Opéra de Paris für ihr Rollendebüt als Giulietta in Bellinis I Capuleti e i Montecchi. Im Januar 2023 gab sie ihr Rollendebüt als Kleopatra in einer Neuinszenierung von Calixto Bieitos Giulio Cesare von Händel an der Niederländischen Nationaloper, wo sie auch ihr Hausdebüt gab. Im Sommer 2023 stellte sie die Titelrolle von L'incoronazione di Poppea am Gran Teatre del Liceu dar.
Mit dem Ziel, neues Opernpublikum zu gewinnen, ist Julie Fuchs unter dem Titel @juliefuchssoprano besonders aktiv in den sozialen Medien.

## Opernrollen und Engagements (Auswahl)
| Rolle                                  | Engagements                                                                 |
| -------------------------------------- | --------------------------------------------------------------------------- |
| Comtesse Adèle (Le comte Ory)          | - Opéra-Comique Paris, (Dez. 2017) - L’Opéra royal (Versailles) (Jan. 2018) |
| Émilie / Fatime (Les Indes galantes)   | Opéra National de Paris (Sept./Okt. 2019)                                   |
| Eurydice (Orphée aux enfers)           | Opéra Grand Avignon (Dez. 2018)                                             |
| Esther                                 | Opéra national de Paris (März 2017)                                         |
| Eva (La morte d’Abel)                  | Salzburg Whitsun Festival (Juni 2019)                                       |
| Fiorilla (Il turco in Italia)          | Opernhaus Zürich (Apr. 2019)                                                |
| Giunia (Lucio Silla)                   | Teatro Real de Madrid (Sep. 2017)                                           |
| La Folie (Platée)                      | Opéra National de Paris (Sep./Okt. 2015)                                    |
| Juliette ( Roméo et Juliette (Gounod)) | Opernhaus Zürich (Apr. 2023)                                                |
| Leïla (Les pêcheurs de perles)         | konzertant: Orchestre National de Lille, Alexandre Bloch (Mai 2017)         |
| Marie (La fille du régiment)           | - Opéra de Lausanne (März 2016) - Wiener Staatsoper (Sep. 2016).            |
| Marzelline (Fidelio)                   | Opernhaus Zürich (Dez. 2013)                                                |
| Morgana (Alcina)                       | Opernhaus Zürich (Jan. 2014)                                                |
| Musetta (La Bohème)                    | Bayerische Staatsoper (Hausdebüt, Juli 2016)                                |
| Nannetta (Falstaff)                    | Opéra National de Paris (Okt. 2017)                                         |
| Norina (Don Pasquale)                  | Opernhaus Zürich (Dez. 2019, Rollendebüt)                                   |
| Poppea (L’incoronazione di Poppea)     | Opernhaus Zürich (Rollendebüt, Juni 2018)                                   |
| Rosane (La verità in cimento)          | Opernhaus Zürich (Mai 2015)                                                 |
| Susanna (Le nozze di Figaro)           | Opernhaus Zürich (Jan. 2015)                                                |
| Zerlina (Don Giovanni)                 | Festival Aix-en Provence (Juli 2017)                                        |

## Preise und Auszeichnungen
- Révélation classique de l‘Adami (2009)
- Preisträgerin des Palazzetto Bru Zane beim Concours de Paris (2010)
- Gabriel Dussurget Preis des Festival d’Aix-en-Provence (2011)
- Révélation musicale des 2012/13 Par le Syndicat professionnel e ma critique de théâtre, musique et danse
- Bester Opernnachwuchskünstler, Victoires de la musique (Frankreich) (2012)
- 2. Preis beim Operalia Wettbewerb Verona (2013)
- Opernsänger des Jahres, Victoires de la musique (Frankreich) (2014)
- Opernsänger des Jahres, Victoires de la musique (Frankreich) (2021)[39]
- Chevalier des Arts et fes Lettres (2021)[40]

## Diskografie (Auswahl)
Audio-CDs:
- Mélodies de jeunesse. Lieder von Mahler und Debussy. Alphonse Cemin, Klavier. Aparte 2012
- Francis Poulenc: Gesamtausgabe der Lieder mit Klavierbegleitung. Julie Fuchs neben anderen Künstlern, Olivier Godin, Klavier. Atma, 2013
- Yes! Lieder- and Arienalbum. Orchestre National de Lille, Samuel Jean, Deutsche Grammophon 2015
- Wolfgang Amadeus Mozart: La Clemenza di Tito. Julie Fuchs als Servilia, Ensemble Vocal Aedes, Le Cercle De L’Harmonie, Jérémie Rhorer. Alpha, 2017
- Georges Bizet: Les pêcheurs de Perles. Julie Fuchs als Leïla, Orchestre National de Lille, Alexandre Bloch. Pentatone, 2018
- Mademoiselle, 2019, Arien von Rossini, Pacini, Donizetti, Meyerbeer, Fioravanti, Raimondi, Barbieri, Berlioz, Deutsche Grammophon
- Amadè, 2022, Mozart, Sony Classical[41]

DVDs:
- Ciboulette, Hahn, Opéra Comique, 2013
- Le Comte Ory, Rossini, Unitel, 2019